# Allium tel-avivense
Allium tel-avivense — вид трав'янистих рослин родини амарилісові (Amaryllidaceae), поширений у східному Середземномор'ї.

## Поширення
Поширений у східному Середземномор'ї — Єгипет, Ізраїль.